# Stroudia bidentella
Stroudia bidentella är en stekelart som beskrevs av Giordani Soika 1976. Stroudia bidentella ingår i släktet Stroudia och familjen Eumenidae. Utöver nominatformen finns också underarten S. b. floralis.